# Philonotis slateri
Philonotis slateri är en bladmossart som beskrevs av Georg Friedrich von Jaeger 1880. Philonotis slateri ingår i släktet källmossor, och familjen Bartramiaceae. Inga underarter finns listade i Catalogue of Life.